# NGC 2252
NGC 2252 je otvoreni skup  u zviježđu Jednorogu. 

## Vanjske poveznice
- SEDS: NGC 2252